# هیلتر
هیلتر (به آلمانی: Hilter am Teutoburger Wald) یک شهر در آلمان است که در Osnabrück واقع شده‌است.